# Stazione di Potenza Università
La stazione di Potenza Università è una fermata ferroviaria posta sulla linea Foggia-Potenza. Serve la sede potentina dell'Università degli Studi della Basilicata.